# Бархатница японская
Бархатница японская (Neope niphonica) — дневная бабочка из семейства Бархатницы.

## Описание
Длина переднего крыла 27—32 мм. Верхняя сторона крыльев светло-коричневая с желтыми продольными пятнами вдоль внешнего края и округлыми черными пятнами на них. На нижней стороне задних крыльев вдоль края крыла имеется семь глазков. Также на нижней стороне крыльев имеются угловатые перевязи и по ряду круглых черных пятен с желтыми ободками. Края задних крыльев зазубрены. Основной отличительный признак вида - из трёх базальных пятен снизу задних крыльев, среднее смещено к переднему пятну, а не к заднему.

## Ареал и местообитание
Распространена в южной и западной частях острова Сахалин, на Южных Курилах, в Японии. Информация об обитании вида в Корее и восточном Китае является сомнительной. Многочисленный вид в южной части Сахалина и на острове Кунашир.
Населяет пойменные, долинные и горные лесах на высотах до 700 м н.у.м. Обычна на лесных опушках и дорогах.

## Биология
На протяжении года развивается одно поколение. Время лёта бабочек — в июле-августе. В пасмурную погоду бабочки прячутся под пологом леса либо в зарослях крупнотравья. Самка откладывает до 30 яиц. Гусеницы кормятся ночью на бамбуке, днем скрываются в подстилке.